# Antonshöhe (Breitenbrunn)
Antonshöhe ist ein Ortsteil von Breitenbrunn/Erzgeb. im Erzgebirgskreis im Freistaat Sachsen.

## Lage
Der Ort liegt im Erzgebirge, im Schwarzwassertal und erstreckt sich südlich von Antonsthal in einer zwischen Magnetenberg 750 m ü. NHN und Zechenhübel eingesenkten, nach Nordwesten hin offenen Hangmulde den Berg hinauf.

## Geschichte
Antonshöhe entstand planmäßig in Zusammenhang mit dem Uranbergbau der SDAG Wismut in den Jahren 1950 bis 1952 durch Rodung mitten im Wald. Etwas abseits im Wald entstand ein Nachtsanatorium, das nach der Einstellung des Uranbergbaus ab 1957 als FDGB-Sanatorium und von 1963 bis 1990 als (Kneipp-)Sanatorium für natürliche Heilweise genutzt wurde. An einem zentralen Platz wurde ein Kulturhaus errichtet, das inzwischen wieder abgerissen wurde. Nach Einstellung des Bergbaus dienten die meisten Gebäude als Ferienheime verschiedener Betriebe und als Wohnhäuser. Das Nachtsanatorium samt Kurgelände wurde 1997 durch die Hephata gGmbH vom Freistaat Sachsen übernommen.
Zunächst war Antonshöhe ein Ortsteil von Breitenbrunn und wurde am 1. November 1952 mit dem bis dahin Bermsgrüner Ortsteil Antonsthal zur Landgemeinde Antonsthal zusammengeschlossen, die am 1. Juli 1998 nach Breitenbrunn eingemeindet wurde.

## Sehenswürdigkeiten
- Ortspyramide
- Kursächsischer Viertelmeilenstein von 1724 an der alten Poststraße von Schwarzenberg nach Johanngeorgenstadt

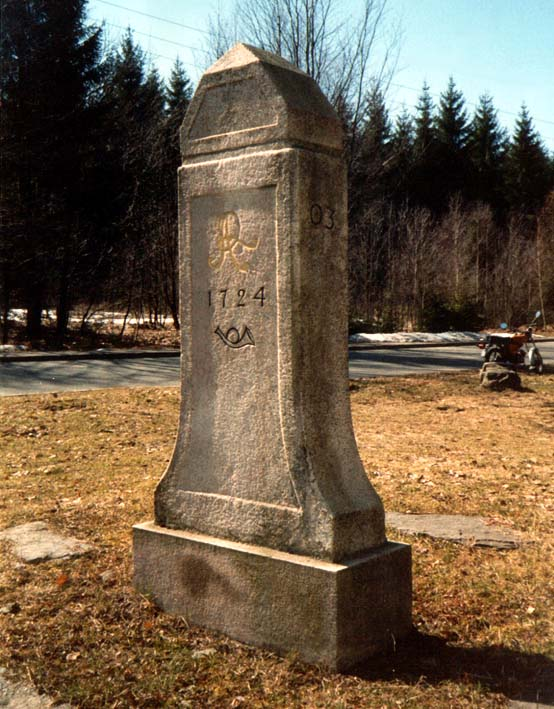
Viertelmeilenstein von 1724
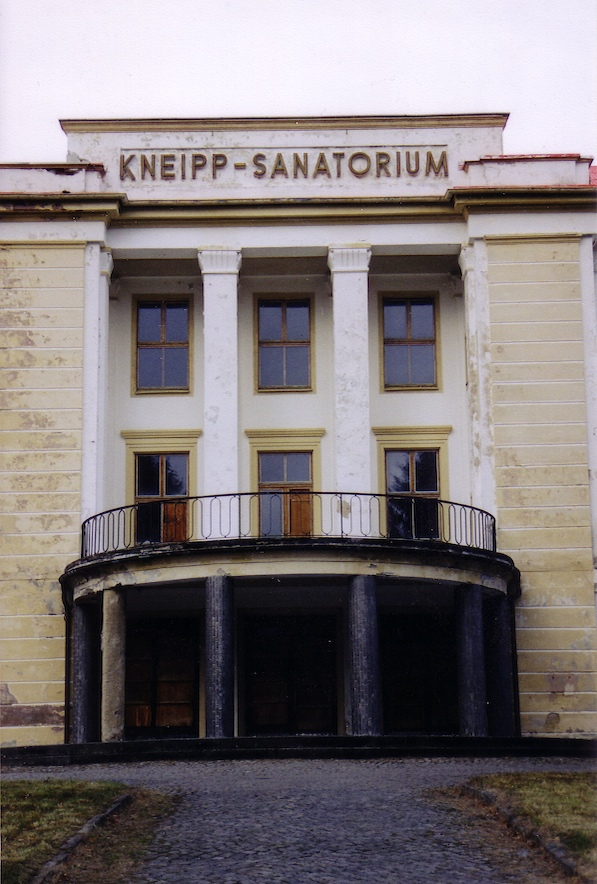
Das ehemalige Kneipp-Sanatorium oberhalb von Antonshöhe
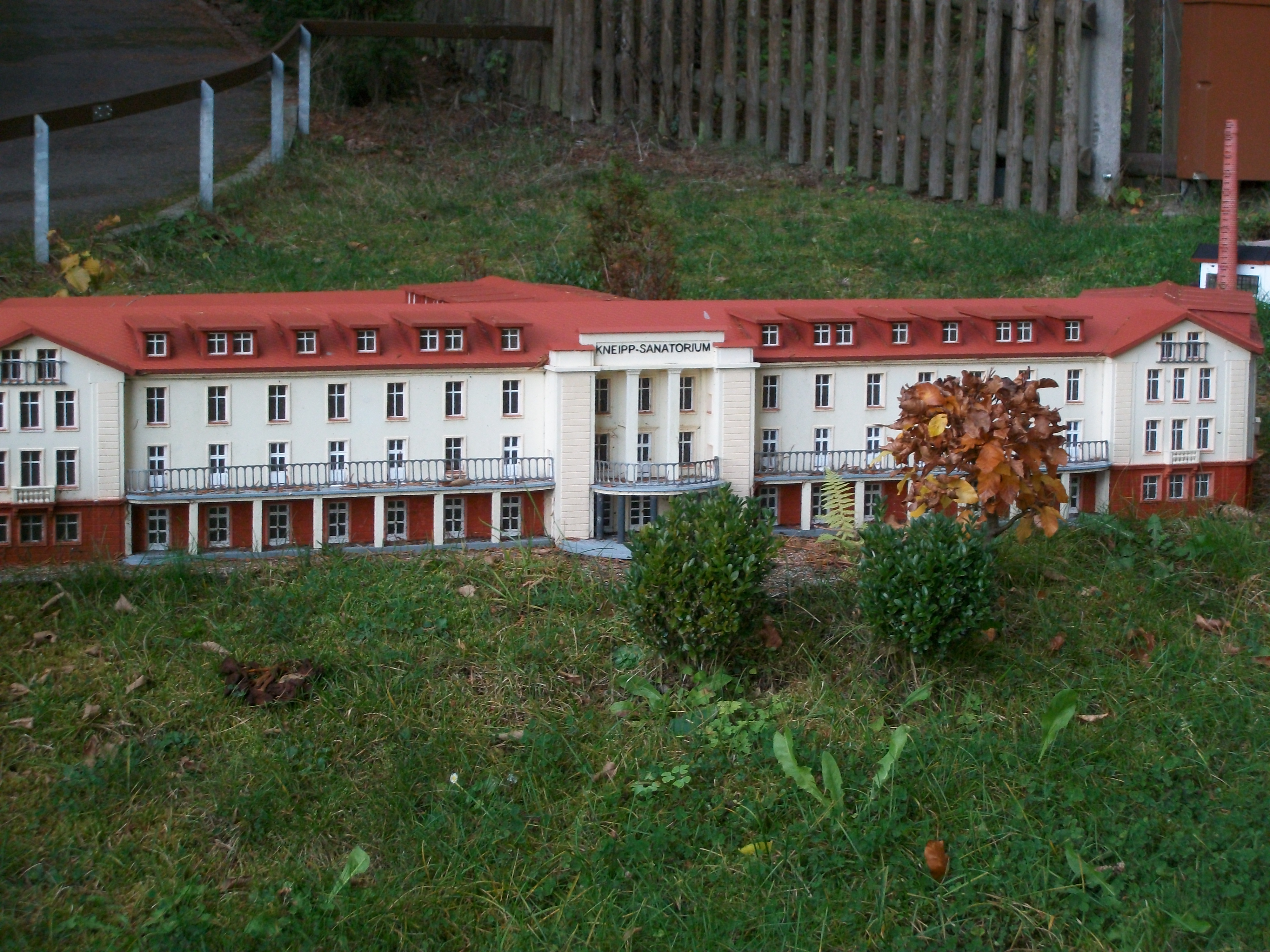
Heimatecke Waschleithe, Modell des Nachtsanatoriums Antonshöhe
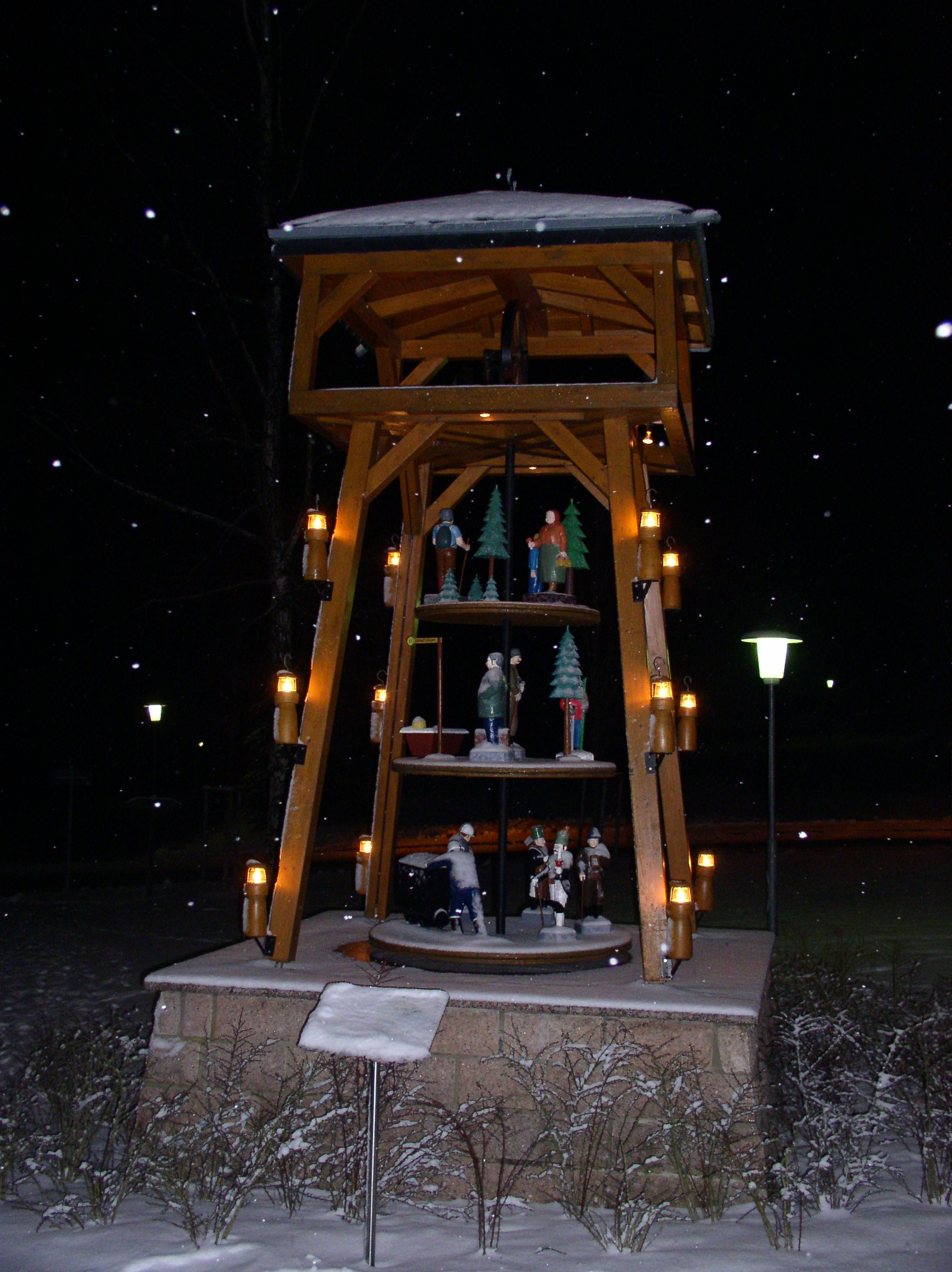
Ortspyramide Antonshöhe

## Persönlichkeiten
In Antonshöhe wuchs der Schriftsteller Detlef Opitz (* 1956) auf.